# UTC+01:00

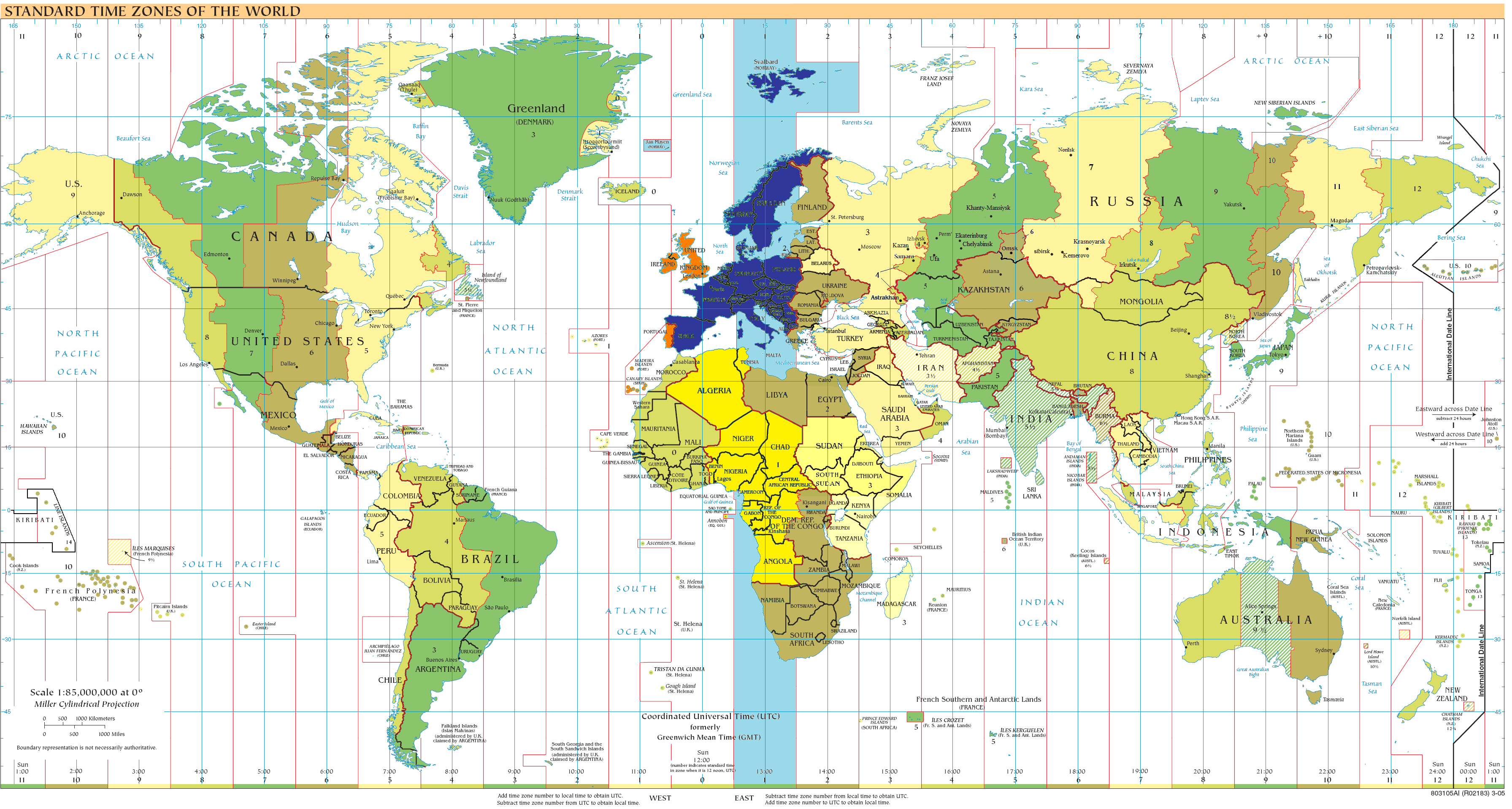
UTC+01:Blau (desembre), taronja (juny), groc (l'any sencer), blau clar (àrees marines)

UTC+01:00 és una zona horària d'UTC amb 1 hora més tard que l'UTC. El seu codi DTG és A-Alfa.

## Zones horàries
- Central European Time (CET) (en català: Hora Central Europea)
- West Africa Time (WAT)
- Swatch Internet Time o Biel Mean Time (BMT) (en català: Hora Internet)

Horaris d'estiu
- Western European Summer Time (WEST) (en català: Hora d'Europa Occidental d'Estiu)
  - British Summer Time (BST)
  - Irish Summer Time (IST)

## Franges

### Temps estàndard (l'any sencer)
- Algèria
- Angola
- Benín
- Camerun
- República Centreafricana
- Rep. del Congo
  - Equador
  - Kinshasa
  - Bandundu
  - Bas-Congo
- Gabon
- Guinea Equatorial
- Marroc
- Níger
- Nigèria
- Txad

### Temps estàndard (hivern a l'hemisferi nord)
Aquestes zones utilitzen el UTC+01:00 a l'hivern i el UTC+02:00 a l'estiu.
- Albània
- Alemanya
- Andorra
- Àustria
- Bèlgica
- Bòsnia i Hercegovina
- Croàcia
- Dinamarca
- Eslovàquia
- Eslovènia
- Espanya (excepte Illes Canàries)
- França
  - Territori metropolità
- Hongria
- Itàlia
- Liechtenstein
- Luxemburg
- Macau
- Mònaco
- Montenegro
- Noruega
  - Territori metropolità
  - Svalbard
  - Jan Mayen
- Països Baixos
- Polònia
- Txèquia
- San Marino
- Sèrbia
- Suècia
- Suïssa
- Regne Unit
  - Gibraltar
- Ciutat del Vaticà

### Temps d'estiu (estiu a l'hemisferi nord)
Aquestes zones utilitzen el UTC±0 a l'hivern i el UTC+01:00 a l'estiu.
- Dinamarca
  -  Illes Fèroe
- Espanya
  - Illes Canàries
- Irlanda
- Portugal (menys les Açores)
- Regne Unit
  - Gran Bretanya
  - Illa de Man
  - Illes Anglonormandes

## Geografia
UTC+01 és la zona horària nàutica que comprèn l'alta mar entre 7,5°E i 22,5°E de longitud. En el temps solar aquest fus horari és el corresponent el meridià 15° est.
Anecdòticament, el punt fronterer entre Finlàndia, Noruega i Rússia és l'únic lloc d'Europa en què tres zones horàries es troben (UTC+1, UTC+2 i UTC+3).

## Història
Diversos països que utilitzen l'UTC+1, abans utilitzaven l'UTC+0.
- Andorra (del 1901 al 1946)
- Bèlgica (del 1892 al 1914 i del 1919 al 1940)
- França (del 1911 al 1940 i del 1944 al 1945)
- Gibraltar (del 1880 al 1957)
- Luxemburg (del 1918 al 1940)
- Mònaco (del 1911 al 1945)

Diversos països que utilitzen l'UTC+0, abans utilitzaven l'UTC+1.
- Lituània (del 1920 al 1940).
- Portugal (del 1966 al 1976 i del 1992 al 1996).
- Regne Unit i Irlanda (del 1940 al 1945 a l'hivern (UTC+2 a l'estiu). Entre 18 febrer 1968 i 31 d'octubre de 1971, UTC+1 es va utilitzar durant tot l'any).